# Poblana letholepis
Poblana letholepis là một loài cá thuộc họ Atherinidae. Đây là loài đặc hữu của México.